# Pasirukem
Pasirukem is een bestuurslaag in het regentschap Karawang van de provincie West-Java, Indonesië. Pasirukem telt 3160 inwoners (volkstelling 2010).